# Национални парк Бвинди
Национални парк Бвинди је парк у југозападном делу Уганде. Парк је део шуме Бвинди и стациониран је на граници са Демократском Републиком Конго, а у његовој неспоредној близини налази се и Национални парк Вирунга. Простире се на површини од 331 km², а у њему се налазе ниске шуме, које су изузетно неприступачне. Парк је део Унеско Светске баштине.
Разноликост врста карактеристика је овог парка. Парк је станиште за 120 врста сисара, 348 врста птица, 200 врста лептира, 27 врста жаба, а настањују га и камелеони, гекони и многе угрожене врсте.
Парк има готово највећи број врста шума од свих осталих у источној Африци, са више од 1000 цветних биљних врста, 163 врста стабала и 104 врста папрати. На простору нижих надморских висина налазе се две угрожене врсте биљака — Lovoa swynnertonii и Brazzeia longipedicellata.
Парк је станиште за врсту Colobus, шимпанзе и велики број птица као што су кљунорози и туракои. Настањује га 400 бвинди горила, што је половина светске популације угрожених врста планинских горила. Постоји 14 група горила које туристи могу видети, у секторима Бухома, Рухија, Рушага и Никито, а сви су под управом Угандске управе за дивље животиње.

## Историја
Године 1932. два дела бвинди шума проглашена су за резервате природе. Северни део је био означен као резерват Кајонза, а јужни као резерват Кастора. Ови резервати имали су комбинована подручја површине 207 km², да би 1942. године били увећани и затим преименовани у Централну шуму. Ново подручје било је површине 298 km² и под заједничком контролом угандске Владе и шума Уганде.
Године 1966. друге две шумске резерве постале су главне резерве садашњег парка и тако повећале његову површину на 321 km². Парк је наставио да се разбија као шумски резерват.
 Године 1991. Национални парк Бвинди је заједно са Мгахинга резерватом за гориле и парком Рувензори проглашен за национални парк, а његово име је постало Национални парк Бвинди.
Парк је делимично основна из разлога да би заштитио низ врста унутар њега, нарочито планинских горила. Организовање парка имало је велики утицај на народ Тва, који је исељен из шуме и више им није дозвољено да улазе у парк и приступају својим ресурсима. Праћење горила постала је туристичка активност у априлу 1993. године, а парк је постао популарна туристичка дестинација.
Године 1994. парку је припојено још 10 km² и он је уписан на листу Светске баштине. Године 2003. купљено је земљиште поред парка од 4,2 km². Парк настањује и 350 врста птица и више од 200 врста лептира. Рибље врсте у рекама и токовима парка нису пописане.
У марту 1999. године бивши герилци Руанде дошли су у парк и киднаповали 14 страних туриста и њиховог водича из штаба парка, ослободили шест и убили преосталих осам. Извештаји су показали да је неколико жртава мучено, а једна жена силована. Угандски водич био је поливан бензином, а потом запаљен.

## Географија и клима
Најближи град парка је Кабале, који се налази 29 км југоисточно. Парк је састављен од два блока шума које су повезане коридорм. Одлика парка је наслеђе претходног управљања, а остао је непромењен због зашитите која датира из 1932. године. Постоје пољопривредна земљишта у близини граница парка, а тај предео некад је био прекривен шумом.
Парк обухвата уске долине са рекама које се кроз њих преплићу, као и стрма брда. Надморска висина у варира од 1190 до 2607 метара, а 60 одсто парка има надморску висину преко 2000 метара. Кроз парк протичу реке Иви, Муњага, Ихизо, Ишаша и река Ненгере, која се улива у Едвардово језеро.
Бвини има тропску климу. Годишња средња температура се креће од најмање 7 до 15 °C, до максимално 20 до 27 °C. Годишња количина падавина креће се од 1.400 до 1.900 милиметара. Максимална количина падавина је од марта до априла и од септембра до новембра. Шума у парку има важну улогу у регулисању окружења и климе у околини. Високе количине евапотранспирације из вегетације шуме повећавају падавине изван парка. Такође смањују ерозију земљишта, што је озбиљан проблем у југозападној Уганнди, смањују могућности поплава и осигуравају да речни токови настављају да протичу и током суша.

## Биодиверзитет
Шуме Бвинди националног парка су старе и биолошки богате. Велики број биљних и животињских врста настањено је у парку, због чега је под окриљем Унеска. 
Међу шумама источне Африке, Бвинди има неке од најбогатијих популација дрвећа, ситних сисара, птица, гмизаваца и лептира.
У парку постоји више од 220 врста дрвећа и више од сто врста папрати. Угрожене врсте дрвећа која су пронађена у парку су браон махагоније. Сматра се да парк Бвинди има једну од најбогатијих фауна у источној Африци.
Процењено је да постоји 120 врста сисара у парку, од којих су 10 примати, а више од 45 врста су мали сисари. Парк је важан за очување ендемских врста која се налазе на западним планинским деловима.
Заједно са планинским горилама, врсте у парку укључују обичну шимпанзу, Cercopithecus lhoesti, афричког слона, Pseudocalyptomena graueri, Papilio leucotaenia, Colobus, Cercopithecus ascanius, Chlorocebus pygerythrus, Hylochoerus meinertzhageni и мале врсте антилопа.

## Планинске гориле
У парку живи око 340 планинских горила, познате и као бвинди гориле и оне чине скоро половину популације свих планинских горила у свету. Остатак популацие планинских горила настањен је близини планинског венца Вирунга.
Попис горила у парку из 2006. године показао је да се њихов број повећао у односну на попис из 1997. године, али болест, лов и губитак станишта представља највећу претњу за гориле.
Методе и број истраживања популације горила у Бвинди националном парку заостаје у односу на истраживања о горилама Националног парка Вирунга. Крег Станфорд извршио је истраживања у парку Бвинди, на којем се показало да је исхрана бвинди горила обимнија него код оних у Вирунги. Такође је откривено да гориле из Националног парка Бвинди дневно имају веће активности од горила из Вирунга националног парка, нарочито дању када траже воће.
Планинске гориле су угрожена врста и има их око 650 у читавом свету. У заробљеништву нема планинских горила, док су шездесетих и седамдесетих година 20. века хватане како би започели размножавања у заточеништву, где међутим није преживела ниједна беба горила.

## Заштита парка
Парком руководи Угандска управа за дивље животиње, државна организација. Парк има потпуну заштиту, иако данас заједнице у близини парка могу приступити неким својим ресурсима.
Подручја која се граниче са парком имају високу густину насељености, више од 300 људи по квадратном километру живи у околини парка. Неки од људи који живе у овим областима су међу најсиромашнијим људима у Уганди. Велики број становника и сиромаштво, као и пољопривредне праксе стављају велики притисак на шуму Бвинди и представљају једну од највећих претњи парку. Деведесет одсто људи зависи од пољопривредне производње.
Пре стварања Бвинди као националног парка 1991. године, овај предео је означен као шумски резерват, а прописи о праву приступа шуми били су либералнији и ретко примењивани. Локално становништво се тада бавило ловом и сечом шуме, а то се зауставило када је овај предео проглашен као национални парк, због богатог биодиверзутета и претњи уништавања животне средине. Државне агенције су тада повећале заштиту и контролу над парком. Приступ становништва у шуму није био дозвољен. Ово затварање приступа узроковало је велика незадовољства и конфликеа међу локалним заједницама и властима. Највише погођен овом одлуком био је народ Тва који је ловио и сакупљао плодове у шуми. Упркос историјиским тврдњама народа Тва, да поседују права на ово земљиште, они су ипак исељени. Велики број људи изгубио је своја земљишта и могућност да у шуми, скупља плодове и лови.

## Туризам
Туристи могу посетити парк сваки дан током године, иако су услови у парку лођији током кишне сезоне. Парк је на удаљеној локацији, а путеви су у лошем стању. У области где се налази национални парк постоји болница, која пружа здравствену заштиту за 40.000 људи у тој области, као и туристима.
Праћење горила је главна туристичка атракција парка и она ствара велики приход за Управу за дивље животиње Уганде. Туристи који желе да прате гориле морају прво добити дозволу. Одабране породице горила су навикнуте на људско присуство, а број посетилаца је чврсто контролисан како би се спречили ризици за гориле и деградацију станишта. Неколико туристичких компанија као што су Бамбу и Екотурс могу резервисати дозволе за праћење горила за потенцијалне посетиоце Бвинди националног парка. Гориле ретко реагују на туристе, а постоје правила како би се смањио ризик од болести које могу да пређу од њих на гориле. Уганда, Руанда и Демократска Република Конго су једине земље на свету где је могуће посматрати планинске гориле. 
Тура кроз шуму укључује шетњу до водопада, посматрање мајмуна и птица.